# Häuschensberg
Der Häuschensberg bei Rothwesten im nordhessischen Landkreis Kassel ist eine 300,7 m ü. NHN hohe Erhebung der zum Westhessischen Bergland gehörenden Westhessischen Senke. Auf dem Gipfel steht die Volkssternwarte Rothwesten.

## Geographie

### Lage
Der Häuschensberg liegt im Gemeindegebiet von Fuldatal oberhalb des sich östlich bis südlich um die Erhebung ausbreitenden Ortsteils Rothwesten und südlich des Gutshofes Winterbüren der Freiherren Waitz von Eschen. Westlich vorbei fließt der Espe-Zufluss Höllgraben.

### Naturräumliche Zuordnung
Der Häuschensberg liegt in der naturräumlichen Haupteinheitengruppe Westhessisches Bergland (Nr. 34) und in der Haupteinheit Westhessische Senke (343) auf der Grenze der Untereinheiten Hofgeismarer Rötsenke (343.4) im Norden und Kasseler Becken (343.3) im Süden. In Richtung Nordosten leitet die Landschaft zur nahen Untereinheit Reinhardswald (370.4) über, die zum Weser-Leine-Bergland gehört.

## Volkssternwarte Rothwesten
Bis 1912 stand auf dem Häuschensberg ein Aussichtsturm, der damals plötzlich zusammenbrach und nicht wieder aufgebaut wurde. 1959 begann der Bau eines neuen Aussichtsturms, auf dessen Spitze 1963 die Volkssternwarte Rothwesten eingerichtet wurde. Die Sternwarte kann im Rahmen von Führungen besichtigt werden.

## Wandern und Verkehr
Südlich vorbei am Häuschensberg verläuft die Kreisstraße 38, die in Rothwesten von der Landesstraße 3232 (Holzhausen–Rothwesten–Simmershausen; in Rothwesten Reinhardswaldstraße genannt) abzweigt und westnordwestwärts nach Hohenkirchen führt. Zum Beispiel an der beide Straßen miteinander verbindenden Wohngebietsstraße Friedrich-Engels-Straße im Westnordwesten von Rothwesten beginnend und dann auf der in einen Feld- und dann Waldweg übergehenden Stichstraße Am Häuschensberg kann der Häuschensberg erwandert werden. Südlich und östlich vorbei an der Erhebung führt der Wanderweg Kassel-Steig. 